# San Giorgio Maggiore
San Giorgio Maggiore (en venecià: San Zorzi Mazor) és una de les illes de Venècia, al nord d'Itàlia. Es troba a l'est de l'illa de Giudecca i al sud del grup d'illes principal de Venècia. Forma part del sestiere de San Marco.

## Història

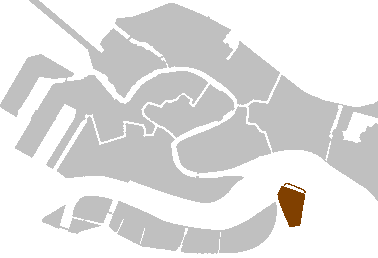
Ubicació de San Giorgio Maggiore dins de Venècia

San Giorgio Maggiore va ser probablement ocupada en l'època romana; després de la fundació de Venècia es va anomenar Insula Memmia, ja que era propietat de la família Memmo. L'any 829 tenia una església consagrada a Sant Jordi; coneguda com San Giorgio Maggiore per distingir-se de San Giorgio in Alga.
El monestir de San Giorgio es va establir l'any 982, quan el monjo benedictí Giovanni Morosini va demanar al dux Tribuno Memmo que donés tota l'illa per a un monestir. Morosini va drenar els aiguamolls de l'illa al costat de l'església per aconseguir el terreny per a la construcció, i va fundar el monestir de San Giorgio Maggiore, i es va convertir en el seu primer abat.
San Giorgio és coneguda sobretot per la basílica de San Giorgio Maggiore, dissenyada per Andrea Palladio i començada l'any 1566.
A principis del segle xix, després de la caiguda de la República, el monestir va ser gairebé suprimit i l'illa es va convertir en un port lliure amb un nou port construït el 1812.